# Юсеф Ісса Алі Аль-Заджалі
Юсеф бен Ісса бен Алі Аль-Заджалі (سعادة السفير يوسف بن عيسى بن علي الزدجالي) (англ. Yousuf Issa Ali Al Zadjali) — оманський дипломат. Надзвичайний і Повноважний Посол Оману в Україні за сумісництвом (з 2013).

## Життєпис
Працював першим секретарем Представництва Оману в Женеві.
З 24 січня 2013 року — Надзвичайний і Повноважний Посол Оману в РФ.
З 2013 року — Надзвичайний і Повноважний Посол Оману в Україні за сумісництвом.
З 16 грудня 2013 року — Надзвичайний і Повноважний Посол Оману в Республіці Білорусь за сумісництвом.
З 25 лютого 2014 року — Надзвичайний і Повноважний Посол Оману в Республіці Вірменія за сумісництвом.
З 19 травня 2016 року — Надзвичайний і Повноважний Посол Оману в Республіці Молдова за сумісництвом.